# Linea Minobu
La linea Minobu (身延線?, Minobu-sen), è una ferrovia regionale a scartamento ridotto di 88,4 km che collega le città di Fuji nella prefettura di Shizuoka e Kōfu, nella prefettura di Yamanashi in Giappone, connettendo la linea principale Tōkaidō con la linea principale Chūō passando a ovest del Fuji, visibile dal treno nel tratto meridionale della linea.

## Servizi

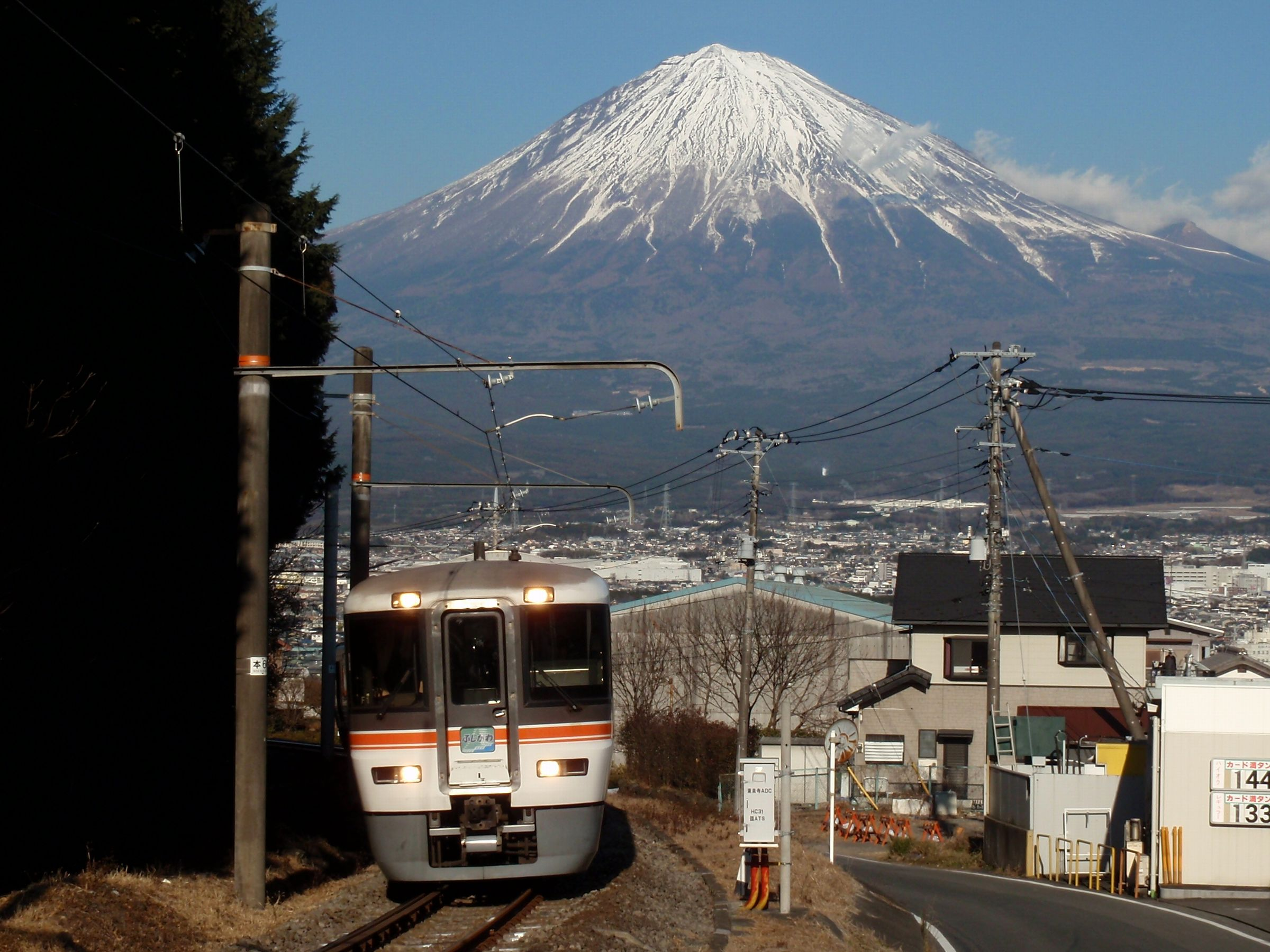
L'Espresso limitato Fujikawa

Il treno espresso limitato Fujikawa (富士川?) unisce Shizuoka e Kōfu via Fuji utilizzando elettrotreni della serie 373. Oltre a questi servizi a tariffa speciale, sono presenti treni regionali locali fermanti a tutte le stazioni con frequenze più elevate fra Fuji - Nishi-Fujinomiya e Kajikazawaguchi - Kōfu. Questi treni sono effettuati con materiale serie 313 e serie 211

## Percorso
| Stazione          | Giapponese | Distanza | Collegamenti             | Posizione      | Posizione |
| ----------------- | ---------- | -------- | ------------------------ | -------------- | --------- |
| Fuji              | 富士       | 0.0      | Linea principale Tōkaidō | Fuji           | Shizuoka  |
| Yunoki            | 柚木       | 1.5      |                          | Fuji           | Shizuoka  |
| Tatebori          | 竪堀       | 2.8      |                          | Fuji           | Shizuoka  |
| Iriyamase         | 入山瀬     | 5.6      |                          | Fuji           | Shizuoka  |
| Fujine            | 富士根     | 8.0      |                          | Fuji           | Shizuoka  |
| Gendōji           | 源道寺     | 9.3      |                          | Fujinomiya     | Shizuoka  |
| Fujinomiya        | 富士宮     | 10.7     |                          | Fujinomiya     | Shizuoka  |
| Nishi-Fujinomiya  | 西富士宮   | 11.9     |                          | Fujinomiya     | Shizuoka  |
| Numakubo          | 沼久保     | 16.9     |                          | Fujinomiya     | Shizuoka  |
| Shibakawa         | 芝川       | 19.2     |                          | Fujinomiya     | Shizuoka  |
| Inako             | 稲子       | 24.0     |                          | Fujinomiya     | Shizuoka  |
| Tōshima           | 十島       | 26.3     |                          | Nanbu          | Yamanashi |
| Ide               | 井出       | 29.4     |                          | Nanbu          | Yamanashi |
| Yorihata          | 寄畑       | 31.9     |                          | Nanbu          | Yamanashi |
| Utsubuna          | 内船       | 34.1     |                          | Nanbu          | Yamanashi |
| Kai-Ōshima        | 甲斐大島   | 39.8     |                          | Minobu         | Yamanashi |
| Minobu            | 身延       | 43.5     |                          | Minobu         | Yamanashi |
| Shionosawa        | 塩之沢     | 45.7     |                          | Minobu         | Yamanashi |
| Hadakajima        | 波高島     | 50.2     |                          | Minobu         | Yamanashi |
| Shimobe-onsen     | 下部温泉   | 51.7     |                          | Minobu         | Yamanashi |
| Kai-Tokiwa        | 甲斐常葉   | 54.1     |                          | Minobu         | Yamanashi |
| Ichinose          | 市ノ瀬     | 56.1     |                          | Minobu         | Yamanashi |
| Kunado            | 久那土     | 58.8     |                          | Minobu         | Yamanashi |
| Kai-Iwama         | 甲斐岩間   | 60.3     |                          | Ichikawamisato | Yamanashi |
| Ochii             | 落居       | 61.8     |                          | Ichikawamisato | Yamanashi |
| Kajikazawaguchi   | 鰍沢口     | 66.8     |                          | Ichikawamisato | Yamanashi |
| Ichikawa-Daimon   | 市川大門   | 69.8     |                          | Ichikawamisato | Yamanashi |
| Ichikawa-Hommachi | 市川本町   | 70.7     |                          | Ichikawamisato | Yamanashi |
| Ashigawa          | 芦川       | 71.7     |                          | Ichikawamisato | Yamanashi |
| Kai-Ueno          | 甲斐上野   | 72.8     |                          | Ichikawamisato | Yamanashi |
| Higashi-Hanawa    | 東花輪     | 76.3     |                          | Chūō           | Yamanashi |
| Koikawa           | 小井川     | 77.5     |                          | Chūō           | Yamanashi |
| Jōei              | 常永       | 78.9     |                          | Showa          | Yamanashi |
| Kokubo            | 国母       | 81.2     |                          | Kōfu           | Yamanashi |
| Kai-Sumiyoshi     | 甲斐住吉   | 83.1     |                          | Kōfu           | Yamanashi |
| Minami-Kōfu       | 南甲府     | 84.0     |                          | Kōfu           | Yamanashi |
| Zenkōji           | 善光寺     | 86.3     |                          | Kōfu           | Yamanashi |
| Kanente           | 金手       | 87.2     |                          | Kōfu           | Yamanashi |
| Kōfu              | 甲府       | 88.4     | Linea principale Chūō    | Kōfu           | Yamanashi |